# Sabena Airline Training Center
Sabena Airline Training Center (SATC) (nu: CAE Oxford Aviation Academy Phoenix) is een Belgische luchtvaartschool voor verkeersvliegers, die haar basis heeft vlak bij Falcon Field Airport in de gemeente Mesa.
Het opleidingsinstituut SATC werd opgericht in 1991. SATC werd in 2008 overgekocht door de Canadese multinational Canadian Aviation Electronics. Sedertdien is het een CAE Oxford Aviation Academy.
In september 2012 stortte een Piper Archer neer die was vertrokken vanaf Falcon Field, de basis van CAE Oxford Aviation Academy Phoenix. Het was een vliegtuig dat de KLM Flight Academy had geleased. Er vielen bij dit ongeluk drie doden, waaronder twee Nederlanders.

## Vloot
| Toestel                  |
| ------------------------ |
| Diamond DA20-C1          |
| Diamond DA40             |
| Diamond DA42             |
| Piper Archer             |
| Piper Arrow              |
| Piper Seneca V           |
| Beechcraft Queen Air E90 |

## Vluchtsimulatoren
In het opleidingscentrum zijn er FNPT II- vluchtsimulatoren van de volgende vliegtuigtypes:
- Diamond DA40;
- Diamond DA42.